# 黎氏佛銀
黎氏佛银是越南前黎朝的一位公主，也是李朝的一位皇后。
黎氏佛银出生在大瞿越的首都华闾（在今越南宁平省），是前黎朝开国皇帝黎桓与大胜明皇后杨云娥所生的女儿，在前黎朝时期，被称为佛银公主。她也是前黎中宗黎龙钺和卧朝皇帝黎龙铤的胞妹，以及丁废帝丁璿的同母异父妹。
黎氏佛银嫁给将军李公蕴，李朝建立后，被册立为贞明皇后。1000年生李太宗。李太宗继位后，尊其为灵显皇太后。
| 黎氏佛银               |                          |                 |
| 前任： 感圣皇后 前黎朝 | 大瞿越皇后 1010年—1028年 | 繼任： 金天皇后 |
| 前任： 明德太后        | 越南李朝皇太后 1028年—？ | 繼任： 金天皇后 |

## 影視形象
| 演員                    | 影視作品                           |
| 阮瑞雲 馮花懷玲（少年） | 《李公蘊：到昇龍城之路》（电视剧） |